# Napoleão Ferraz de Araújo
Napoleão Ferraz de Araújo (Condeúba, 9 de março de 1876 - Belo Campo, 5 de abril de 1915) foi um coronel brasileiro, reconhecido como o fundador de Belo Campo. 

## Biografia
Ele fez parte dos pioneiros na ocupação do interior brasileiro, ocupação esta que, diferentemente do povoamento do litoral brasileiro, foi iniciativa de aventureiros privados, não do Estado.:p.87 Na formação de Belo Campo, Napoleão Ferraz, descrito como "visionário",:p.61 pretendeu criar uma cidade modelo no sertão, no contexto da ascensão da economia cacaueira na linha entre Vitória da Conquista e Ilhéus. Na realização de seu projeto, coordenou a construção de estabelecimentos, como uma igreja, uma escola e uma filarmônica, e buscou trazer pessoas à localidade. Em 1912, instalou em Belo Campo uma agência dos Correios.:p.86
Foi reconhecido com a patente de coronel da Guarda Nacional, em 1914. Faleceu em 5 de abril de 1915, numa tocaia.:p.86 Em sua homenagem, foi criado em Belo Campo o Museu Napoleão Ferraz de Araújo. Tem seu nome a principal praça em Belo Campo.:p.61